# Asperisporium mikaniigena
Asperisporium mikaniigena är en svampart som först beskrevs av J.M. Yen & Lim, och fick sitt nu gällande namn av R.W. Barreto 1995. Asperisporium mikaniigena ingår i släktet Asperisporium och familjen Mycosphaerellaceae.   Inga underarter finns listade i Catalogue of Life.